# Fort George (Belize)
Fort George – jednomandatowy okręg wyborczy w wyborach do Izby Reprezentantów, niższej izby parlamentu Belize. Obecnym reprezentantem tego okręgu jest polityk Zjednoczonej Partii Ludowej Said Musa, który pełni tę funkcję od 1989 roku.
Okręg Fort George znajduje się dystrykcie Belize we wschodniej części miasta Belize City. 
Utworzony został w roku: 1961.

## Posłowie
| Rok   | Poseł      |  | Partia |
| ----- | ---------- |  | ------ |
| 1984  | Dean Lindo |  | UDP    |
| 1989  | Said Musa  |  | PUP    |
| 1993  | Said Musa  |  | PUP    |
| 1998  | Said Musa  |  | PUP    |
| 2003  | Said Musa  |  | PUP    |
| 2008. | Said Musa  |  | PUP    |
| 2012  | Said Musa  |  | PUP    |